# Міжнародні інституції
Міжнародні інституції – різновид соціальних інституцій, які діють на рівні міжнародної системи. Створення міжнародних інституцій є засобом підтримання міжнародного режиму в певній сфері  міжнародних відносин. Виступаючи регулятором міжнародних відносин, кожна міжнародна інституція є продуцентом власного міжнародно-політичного режиму у сфері її компетенції .

## Природа міжнародних інституцій
До міжнародних інституцій належать міжнародні конференції (конгреси), комісії ( комітети) та організації. Їх об’єднує: 1) міжнародна сфера діяльності, 2) міжнародний характер компетенції та 3) багатосторонній (мультилатеральний) механізм здійснення регулювання міжнародних відносин. Окремі різновиди міжнародних інституцій відрізняються  своїм місцем та правовим станом у системі міжнародних відносин. Міжнародні конференції та міжнародні комісії, як правило, не є суб’єктами міжнародного права, а міжнародні організації посідають правосуб’єктність.

## Міжнародні конференції та конгреси
Міжнародні конференції (конгреси) є тимчасовими міжнародними органами, діяльність яких не регулюється міжнародно-правовими нормами через відсутність міжнародної правосуб’єктності. Робота конференцій будується згідно з власними правилами процедури і регулюється тимчасовими організаційними структурами. Міжнародні конференції можна класифікувати за складом учасників, за географічним охопленням, цілями, рівнем і термінами скликання. За складом учасників вони поділяються на міжурядові, неурядові і змішані. За географічним охопленням на глобальні та регіональні. За цілями скликання – на конференції з метою обміну думками; для обговорення проблем та вироблення спільної заяви; для підготовки або прийняття договору.  За рівнем скликання – на конференції на найвищому рівні; на рівні міністрів закордонних справ; на рівні офіційних осіб-керівників делегацій. За термінами скликання – на спеціальні (для конкретного випадку, ad hoc); регулярні та періодичні.

## Міжнародні комісії та комітети
Міжнародні комісії та комітети створюються зазвичай на основі міжнародної угоди, їхня діяльність має постійний характер, вони створюють певні механізми для її забезпечення, а тому більш, ніж конференції, схожі на міжнародні організації.

## Міжнародні організації
Міжнародні організації є формальними об’єднаннями держав‚ наділеними спеціалізованою або універсальною компетенцією. Одночасно вони виступають як колективні актори, що діють цілеспрямовано та складаються із окремих держав. Головною функцією організацій у міжнародній системі є формулювання спільних цілей держав–членів та визначення засобів для їх досягнення. Крім того‚ вони відіграють роль своєрідних банків інформації з певних проблемних питань та сприяють створенню єдиних стандартів в окремих галузях міжнародного співробітництва.  Особливістю міжнародних організацій є те, що вони є одночасно і суб’єктами міжнародних відносин (нарівні з фізичними, юридичними особами та державами) і частиною механізму регулювання цих відносин.